# Reina consorte de Inglaterra, Escocia e Irlanda
Este título, en verdad tres, surgió tras el ascenso del rey de Escocia, Jacobo VI, al trono de Inglaterra e Irlanda, como sucesor de su madre, la reina María Estuardo y de la prima de esta Isabel I de Inglaterra, convirtiéndose su esposa en la primera reina consorte de Inglaterra, Escocia e Irlanda.
Lo ostentaron:
- Ana de Dinamarca, esposa del rey Jacobo VI de Escocia y I de Inglaterra.
- Enriqueta María de Francia, esposa de Carlos I y madre de los futuros Carlos II y Jacobo II.
- Catalina de Braganza, esposa de Carlos II.
- María de Módena, esposa de Jacobo II.

Durante el reinado de Ana, mediante el Acta de Unión (1707), se creó el Reino de Gran Bretaña, que significó la unión de las coronas de Inglaterra y Escocia. Tras esto, su marido pasó a ser el consorte de Gran Bretaña e Irlanda, quedando vacante el título de reina consorte hasta el reinado de Jorge II.
- Datos: Q19946474